# Baño turco

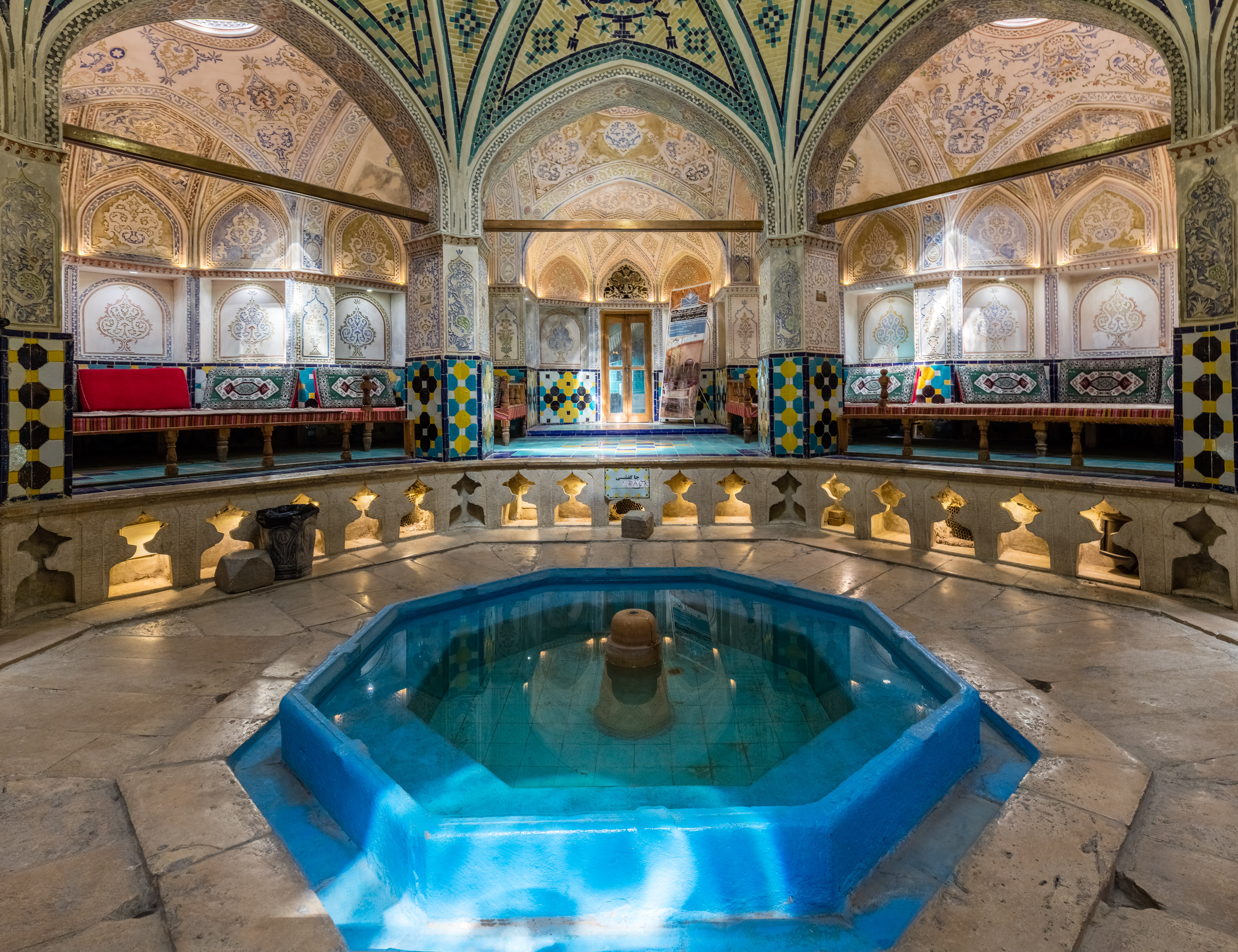
Los baños del sultán Amir Ahmad en Kashan, Irán. Construidos en el, actualmente parte de ellos son una tetería.

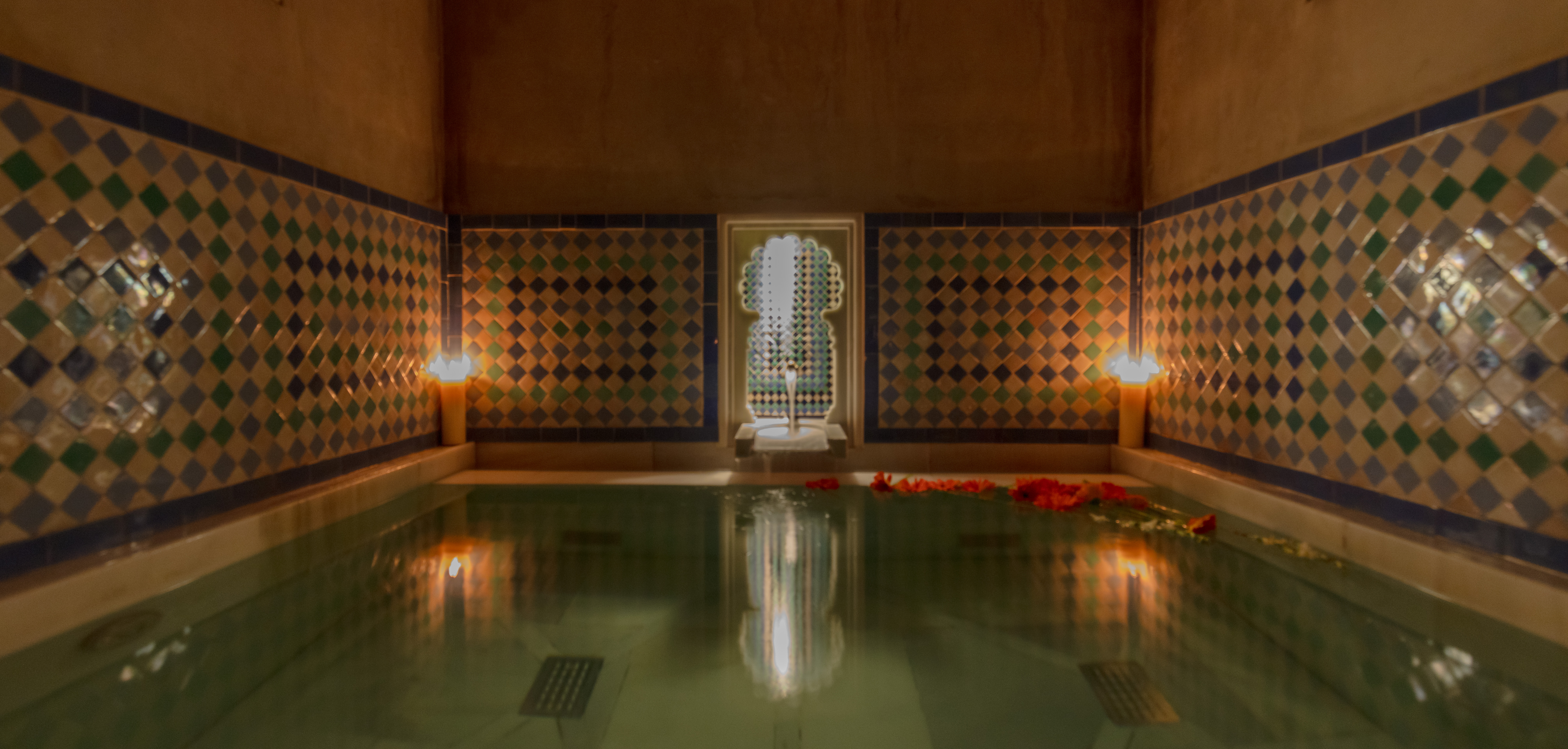
Baños árabes de Hammam al Ándalus, Málaga (España).

Un baño turco (en grafía árabe, حمام), también conocido como baño árabe, o hamán, es una modalidad de baño de vapor que incluye limpiar el cuerpo y relajarse. Por extensión, se denominan igualmente así los baños públicos asociados al mundo islámico en los que estos se encontraban y cuya estructura respondía a las distintas estancias que precisa el proceso del baño, heredadas de las termas romanas. Los hammams se han encontrado históricamente en el Medio Oriente, Norte de África, Asia Central y el subcontinente Indio; asimismo, quedan vestigios en España (al-Ándalus) y el centro y este de Europa (Imperio otomano). Han desempeñado un importante papel en las culturas del Medio oriente como punto de reunión social, ritual de higiene y como elementos arquitectónicos. Los europeos los conocieron por sus contactos con los otomanos, salvo españoles y portugueses, que tuvieron ocasión de conocerlos durante los siglos de dominación islámica de sus actuales territorios. En Europa occidental fueron populares durante la Era Victoriana.
En la cultura islámica, el significado del baño turco era tanto religioso como cívico: las abluciones rituales se realizaban en el interior, pero también daban higiene y otras funciones sociales de la comunidad como el encuentro de los ciudadanos. Las evidencias arqueológicas demuestran la existencia de baños públicos en el mundo islámico desde el Califato omeya (siglos  VII y VIII) y su importancia ha subsistido hasta época actual. El diseño evolucionó de los modelos griegos y romanos: el vestuario (apodyterium) y las salas fría (frigidarium), templada (tepidarium) y caliente (caldarium). Las calderas producen agua caliente y vapor, que son transportados por unos conductos bajo el suelo. Los bañistas van pasando gradualmente hacia estancias a más temperatura y son lavados por empleados del mismo sexo antes de enjabonarse con agua templada. A diferencia de los baños romanos y griegos, los bañistas suelen lanzarse agua en vez de sumergirse en albercas, aunque en algunas regiones como Irán esta costumbre es más común.

## Etimología
La palabra «hammam» es un nombre que deriva de la raíz árabe triconsonántica ح م م que significa «calor». Del árabe حمّام («baño», «baños» o «piscina») pasó al persa (حمام) y de ahí al turco (hamam). El término «baño turco» se registró por primera vez en inglés en 1644. De su nombre en árabe al-ḥamma (الحمّة) derivan los topónimos españoles «Alhama» y los portugueses «Alfama».

## Historia

### Origen y comienzo de la difusión

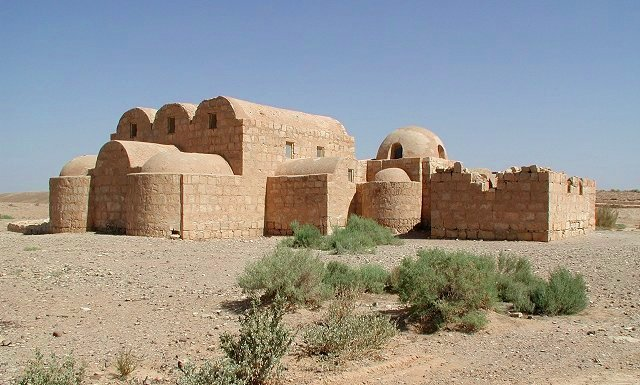
Qusair Amra en Jordania, uno de los primeros baños árabes conocidos, datado de la etapa del Califato omeya (siglos -).

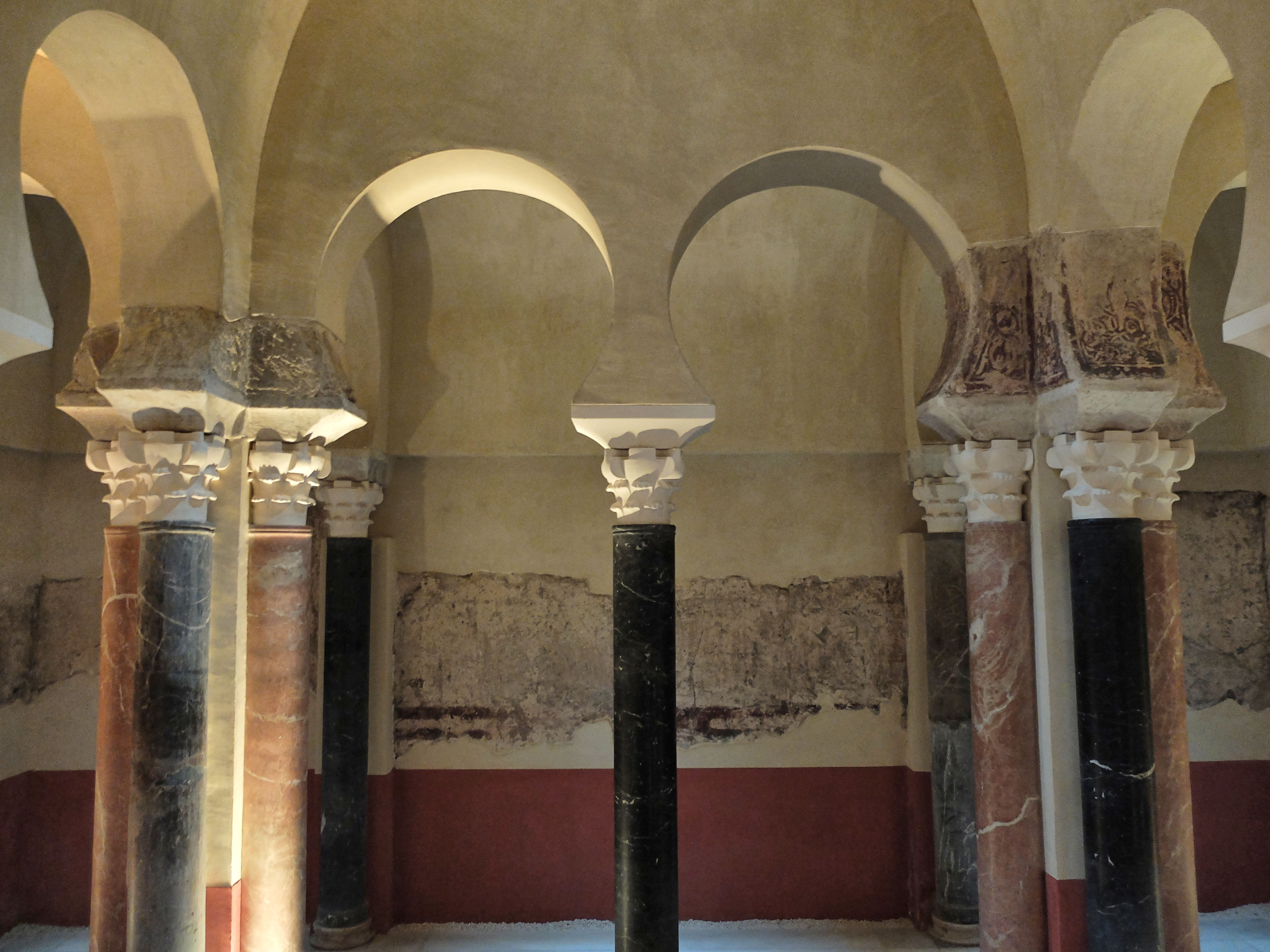
Los Baños califales de Córdoba han sido uno de los primeros hammams documentados en la península ibérica. Fueron construidos por el califa cordobés al-Hakam II en el.

Los baños públicos fueron una prominente institución cívica y urbanística de la cultura romana y griega y se encontraron a lo largo de todo el Mediterráneo incluso en época bizantina. Tras la expansión islámica por esta región a partir del siglo  VII y VIII, esta sociedad emergente fue rápida y adaptó esta institución a sus propias necesidades. Su importancia al mundo musulmán se debe a su requerimiento religioso de realizar abluciones (wudu y gusl) antes de la oración para enfatizar la pureza física y espiritual, a pesar de que el erudito Mohammed Hocine Benkheira ha declarado que los hammams no eran necesarios en sentido religioso en los albores del Islam. Según Benkheira, los musulmanes lo vieron conveniente debido a sus otros servicios, como afeitarse, así como por la aprobación de los doctores islámicos como una forma de terapia y la apreciación popular en una región donde habían existido desde hacía siglos. No obstante, también declara que hubo una gran oposición inicial de varios eruditos islámicos (ulema), especialmente de la escuela malikí. Estos primeros ulema veían los hammams innecesarios para la abluciones de cuerpo completo (gusl) y se preguntaron si los baños públicos eran suficientes para alcanzar la purificación idónea, además de verlos como un posible foco de actividad sexual ilícita. Sin embargo, esta oposición se fue desvaneciendo y a partir del siglo IX no se volvió a discutir el tema, a pesar de verse con recelo en algunos círculos conservadores.
Los primeros baños turcos islámicos fueron construidos en la región de Siria durante el Califato omeya (661-750) como parte de palacios y castillos en el desierto. Algunos ejemplos son los encontrados en Qusayr 'Amra, Hammam al-Sarah, Qasr al-Hayr al-Sharqi y en el palacio de Hisham. Tras este periodo, se han encontrado múltiples baños por todo el mundo islámico, con hammams en lugares tan lejanos como Volubilis (Marruecos) durante la dinastía idrisí, entre finales del siglo VIII y comienzos del IX. Las fuentes históricas y arqueológicas también demuestran la presencia de hammams en Córdoba y en otras ciudades de al-Ándalus en el siglo VIII. En Irán, los textos mencionan la existencia de baños en el siglo X y el uso de aguas termales para usos terapéuticos; sin embargo, existe poca evidencia arqueológica de esta presencia temprana en la región.
Los musulmanes mantuvieron algunos elementos de las termas romanas a la vez que abandonaron otros de menos relevancia en sus prácticas. Por ejemplo, la progresión de la sala fría a la caliente se mantuvo, aunque dejó de ser usual sumergirse en una alberca fría después de la sala caliente, ni el ejercicio se incorporó en la cultura del baño como en los gimnasios clásicos. Asimismo, de manera más genérica, los musulmanes no se sumergen en las albercas sino que suelen echarse agua por el cuerpo. A pesar de que las mujeres no solían concurrir los hammams, a partir del siglo X se convino un horario partido, o edificios separados, para hombres y mujeres. Esto permitió que los hammams adquirieran un papel importante en la vida social de la mujer como uno de los espacios en los que podían reunirse y sociabilizar sin varones. Los hammams podían ser privados e integrarse en palacios y mansiones, aunque en la mayoría de casos eran asociaciones de caridad como parte de un complejo religioso o cívico.

### Difusión por el Imperio otomano

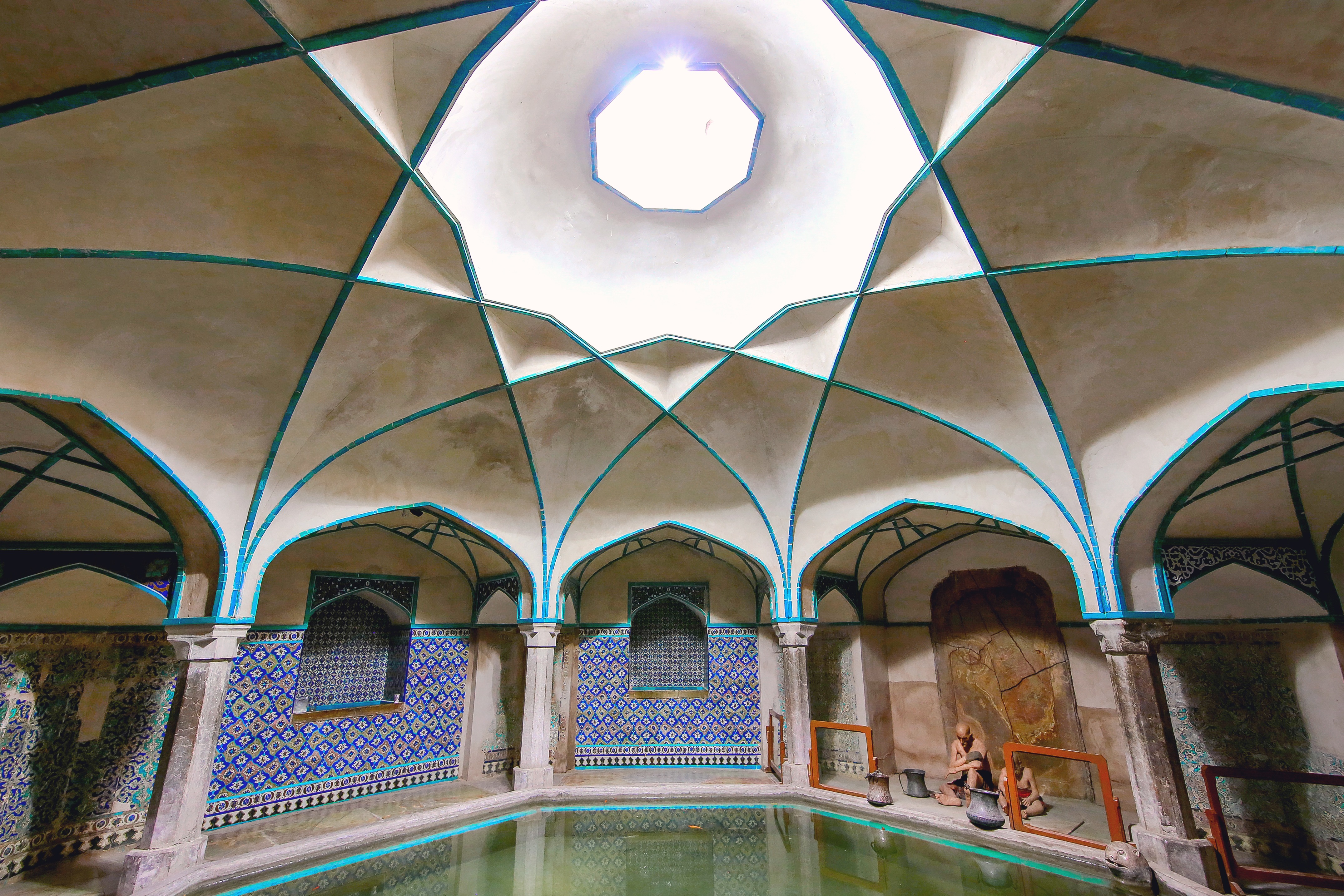
Los baños de Ganjali Khan en Kermán, Irán, construido en 1611.

En el siglo XI el Imperio selyúcida conquistó gran parte de Anatolia al Imperio bizantino, adquiriendo los últimos reductos al antiguo imperio en el siglo XV. Durante estos siglos de guerra, alianzas, paz, comercio y competición, esta mezcla de culturas bizantina, persa y túrquica tuvo una gran influencia entre ellas. El posterior Imperio otomano apoyó en gran medida a los hammams y fueron alzados en casi todas las ciudades en su poder en territorio europeo, asiático y africano. Los otomanos, por lo tanto, se pueden considerar los responsables de haber introducido los hammams en gran parte de Europa central y oriental, desde Grecia hasta Hungría, donde muchos de ellos permanecen actualmente. Algunos baños primitivos sobreviven en Bursa y Edirne, aunque nunca alcanzaron el número y la arquitectura de los de Estambul, gracias a su patrocinio real y el acceso a gran cantidad de agua. Los habitantes griegos de la ciudad han mantenido una gran herencia de la cultura del baño, con los baños de Zeuxippos como su mayor ejemplo. Algunos de los hammams más antiguos de Estambul son el Hammam Tahtakale (1454), el Hammam Mahmut Pasha (1466) y el Hammam Bayecid II (1500-1507). Los hammams monumentales construidos por el arquitecto otomano Mimar Sinan (1489-1588), como los Hammam Çemberlitaş, los hammam de la mezquita de Solimán y los baños de Roxelana, se consideran los mejores ejemplos de la arquitectura clásica otomana. Cuando el sultán Mustafá III emitió un decreto en 1768 interrumpiendo la construcción de nuevos baños en la ciudad, comenzaron a erigirse baños privados de las clases elitistas, especialmente en los distritos del Bósforo en sus grandes viviendas.
En Irán, múltiples hammams de gran calidad han persistido del Imperio safávida (siglos  XVI-XVIII) y posteriores, cuyo mejor exponente es la ciudad de Isfahán. El avance del Islam en el subcontinente Indio también ha dejado hammams en la región, con muchos ejemplos en la arquitectura mogola (siglos  XVI-XIX).

### Edad Contemporánea

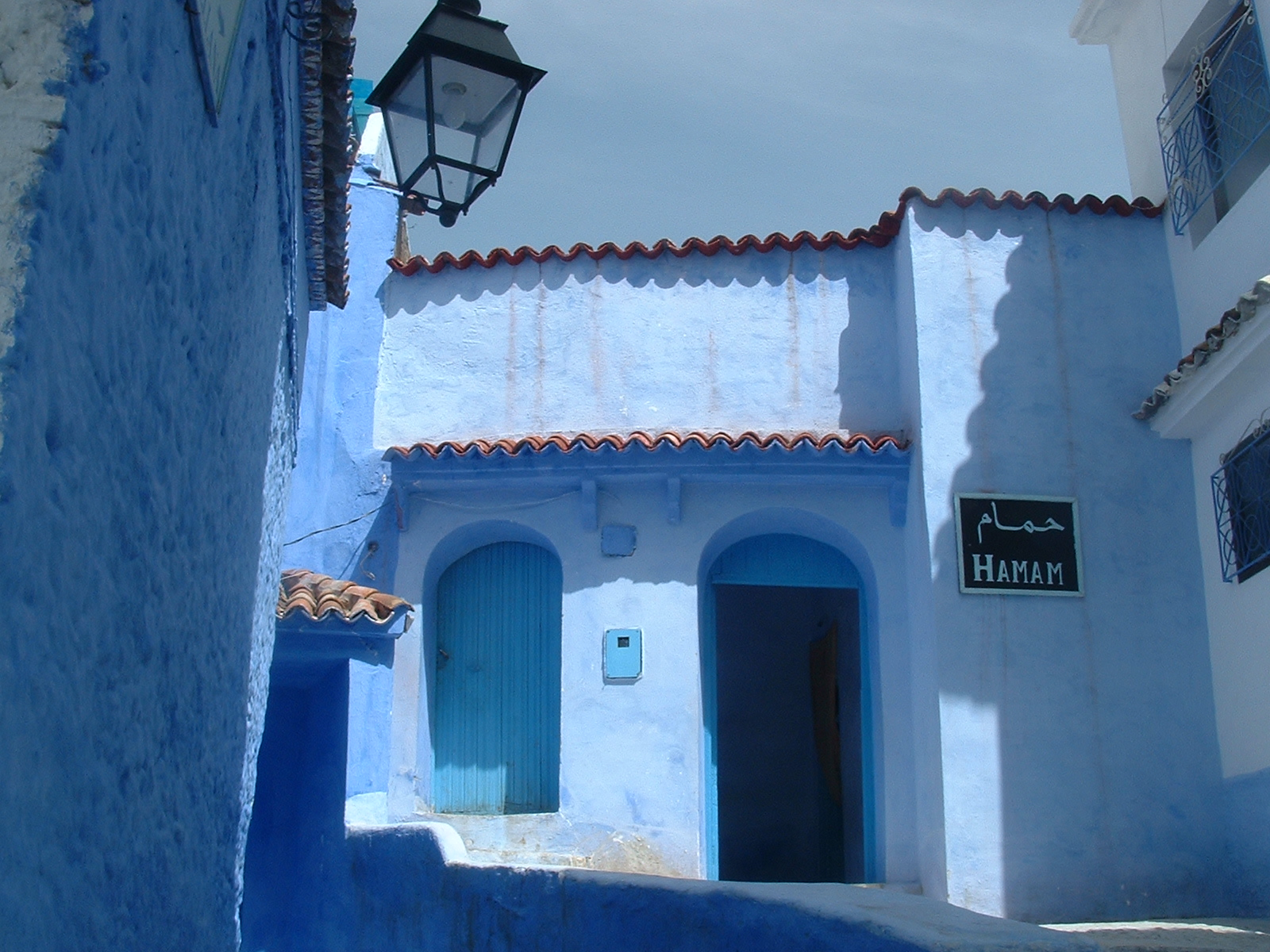
Un baño turco en Chauen, Marruecos.

Los baño turcos continuaron siendo parte esencial del mundo islámico hasta comienzos del siglo XX, cuando la llegada de agua corriente a las viviendas particulares hizo los baños innecesarios para la higiene. Este hecho ha provocado un descenso de su uso e incluso su abandono, demolición o conversión en otro servicio como centros comerciales, sedes culturales como museos o galerías de arte, tal y como le ocurrió al Hammam Bayezid II en Estambul y el Hammam Davud Pasha en Skopie, Macedonia del Norte.
En Turquía muchos baños turcos históricos continúan funcionando para los locales o los turistas. En Marruecos, muchos baños turcos siguen operando para los ciudadanos en ciudades históricas como Fez y Marrakech, donde son especialmente útiles en distritos más humildes en los centros históricos (medinas). En otras regiones, sin embargo, los baños turcos se han quedado obsoletos y sus instalaciones han sido abandonadas. En Irán continúan funcionando en los distritos históricos de ciudades como Isfahán, aunque su número de clientes va empeorando. En Damasco (Siria), en 2004 únicamente quedaban trece hammams operativos, mientras que en El Cairo (Egipto) existían ocho operativos a comienzos del siglo XXI. En los antiguos territorios otomanos en Europa como Grecia o los Balcanes la mayoría han sido abandonados, aunque algunos se han recuperado como monumentos o centros culturales.

## Proceso del baño

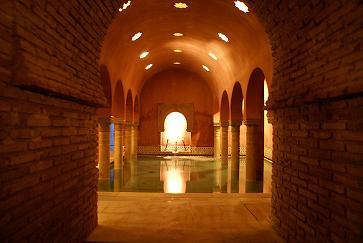
La sala templada de los Hammam Granada, antiguos baños árabes en el Albaicin bajo.

El proceso de tomar un baño turco es una variante húmeda de una sauna, pero está más relacionado con las prácticas de baño de los romanos. Las costumbres habituales de un baño turco requieren que los visitantes se desnuden pero conserven un taparrabos y luego pasen gradualmente de un cuarto frío a cuartos cada vez más calientes, induciendo el sudor. Luego, los clientes reciben generalmente un baño por parte de personal masculino o femenino (del mismo sexo del visitante) que implica el uso de jabón y un frotamiento vigoroso, antes de terminar enjuagándose ellos mismos con agua tibia. Si bien los principios generales son los mismos en la mayoría de los hammams, algunos detalles del proceso varían de una región a otra, por ejemplo la presencia o ausencia de piscinas en las que los visitantes pueden sumergirse en el agua.
El hammam, como sus precursores, no es exclusivo para los hombres. Los complejos de baños turcos a menudo contienen cuartos separados para hombres y mujeres, o admiten hombres y mujeres en horarios diferentes. En muchas ocasiones se han convertido en lugares de entretenimiento (incluyendo baile y comida, especialmente en los cuartos de mujeres) y de ceremonias, como ceremonias previas a las bodas, festividades, nacimientos de recién nacidos o sesiones de belleza.
Varios accesorios de la época romana sobreviven en los hammams modernos, como el peştemal o futa (una tela que se lleva alrededor de la cintura como un pareo, además de servir como toalla), nalın (zuecos de madera o nácar que evitan resbalar en el suelo mojado), kese (un guante áspero para el masaje) y, a veces, joyeros, jaboneras doradas, espejos, cuencos con henna y frascos de perfume.
Tomar un baño turco primero exige la relajación en un cuarto (conocido como cuarto tibio) calentado con un flujo continuo de aire caliente que permite que el bañista respire libremente. Luego, pasan a un cuarto aún más caliente (conocido como cuarto caliente) antes de sumergirse en una piscina fría. Después de hacerse un lavado completo de cuerpo y recibir un masaje, finalmente se retiran al cuarto de enfriamiento para un período de relajación.
El masaje en los baños turcos implica no solo un masaje vigoroso de los músculos, sino también hacer crujir las articulaciones, "no tanto un suave movimiento de la carne sino más bien una golpiza, un crujido de las articulaciones, una torsión de las extremidades". Tradicionalmente, los masajistas en los baños, tellak en turco, eran chicos varones que ayudaban a lavar a los clientes enjabonándolos y restregando sus cuerpos. Después de la caída y desintegración del Imperio Otomano a principios del siglo XX, los chicos tellak fueron reemplazados por asistentes adultos.
Hoy en día se ha desarrollado un importante crecimiento del turismo de descanso, lo que ha dado lugar a la aparición de nuevos baños al estilo árabe, en ciudades como Granada (Hammam Granada, y otros), Córdoba, Toledo, etc.

## Baños turcos en España

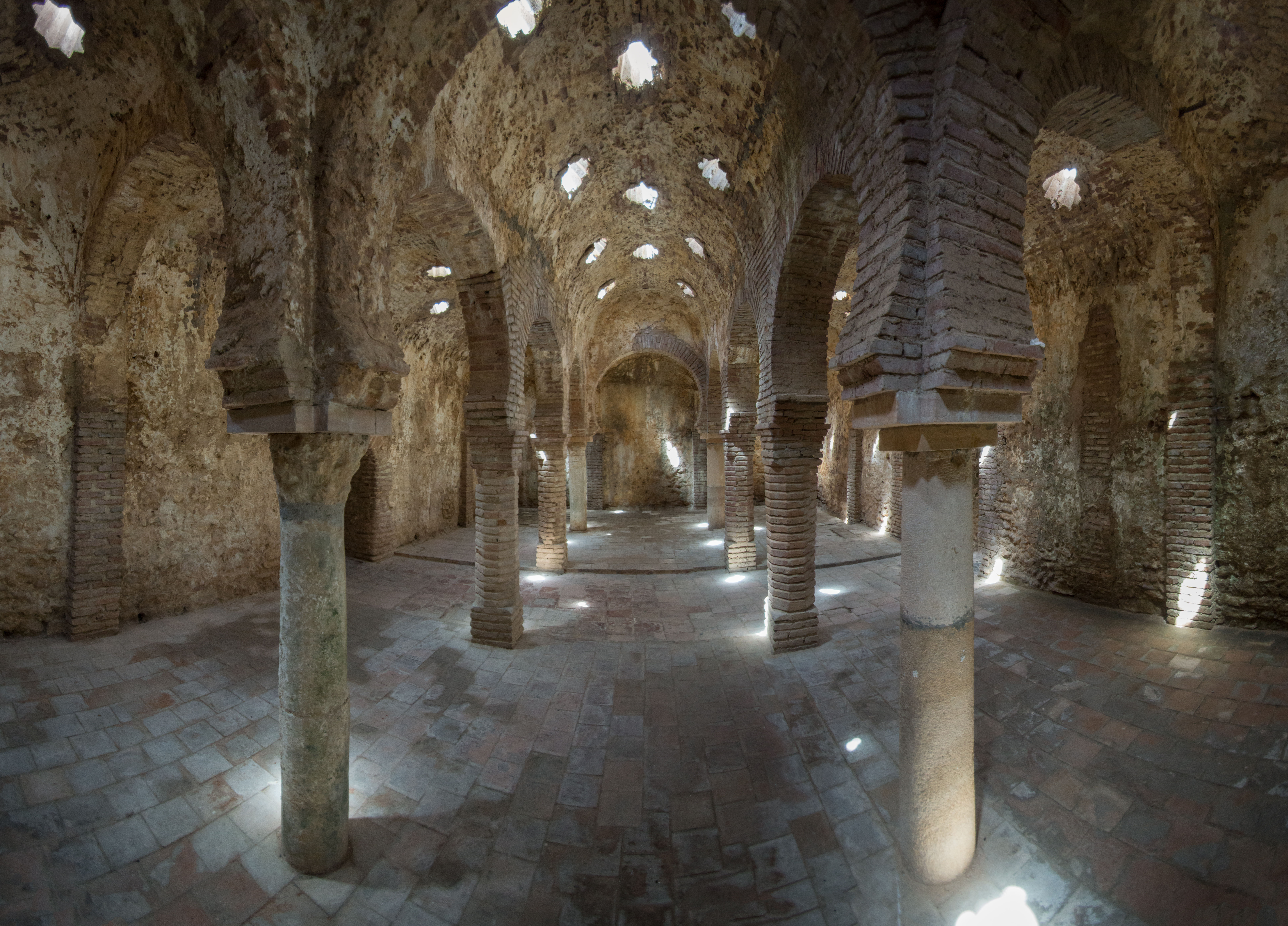
Interior de los baños árabes de Ronda.

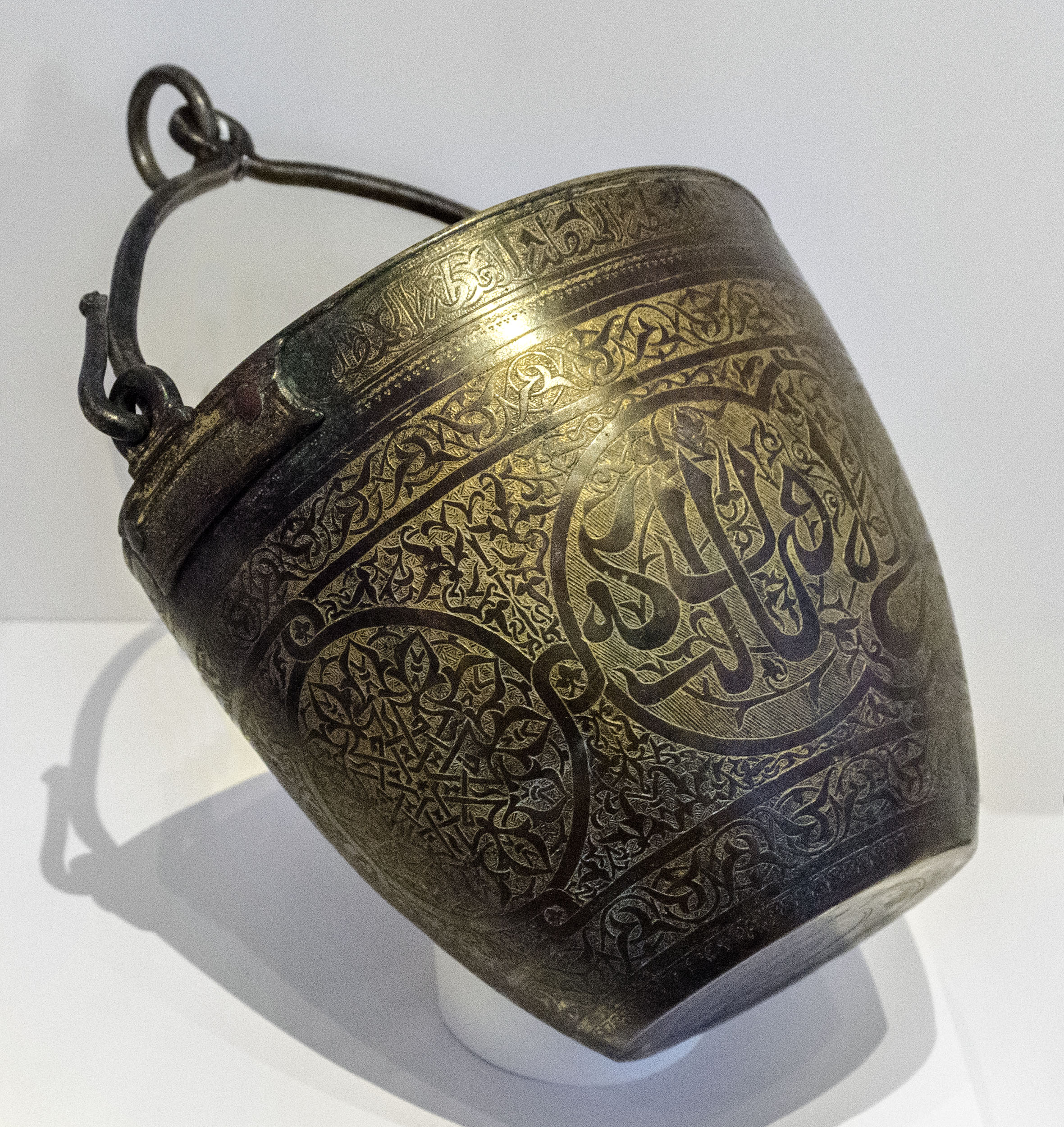
Acetre procedente de la Alhambra, Granada (Siglo XIV), conservado en el M.A.N.. Estos recipientes se utilizaban para esparcir agua caliente sobre el suelo de los baños y producir vapor.

Aunque los tradicionales baños árabes acabaron desapareciendo tras el Edicto de conversión forzosa de los Reyes Católicos en 1502, muchos baños históricos se han preservado hasta la actualidad. La mayoría se han convertido en museos o centros culturales para los turistas. Los hammams de al-Ándalus se diferenciaban del resto por sus salas calientes (bayt al-wastani) y sus vestuarios (bayt al-maslaj) relativamente más grandes y monumentales.
Uno de los baños islámicos más antiguos conservados en la península ibérica son los Baños califales de Córdoba, que pertenecían al Alcázar andalusí y fue construido por al-Hakam II, segundo califa de Córdoba, en el siglo X. Más tarde, fue ampliado por los almohades durante el siglo XII. Otros ejemplos destacables incluyen El Bañuelo en el barrio del Albaicín de Granada, los baños árabes de Ronda, los baños árabes de Jaén y los baños del Alcázar de Jerez de la Frontera. La Alhambra también ha conservado dos baños: uno pequeño cerca de la antigua mezquita aljama y otro mucho más lujoso en el palacio de Comares.

## Introducción en las islas británicas

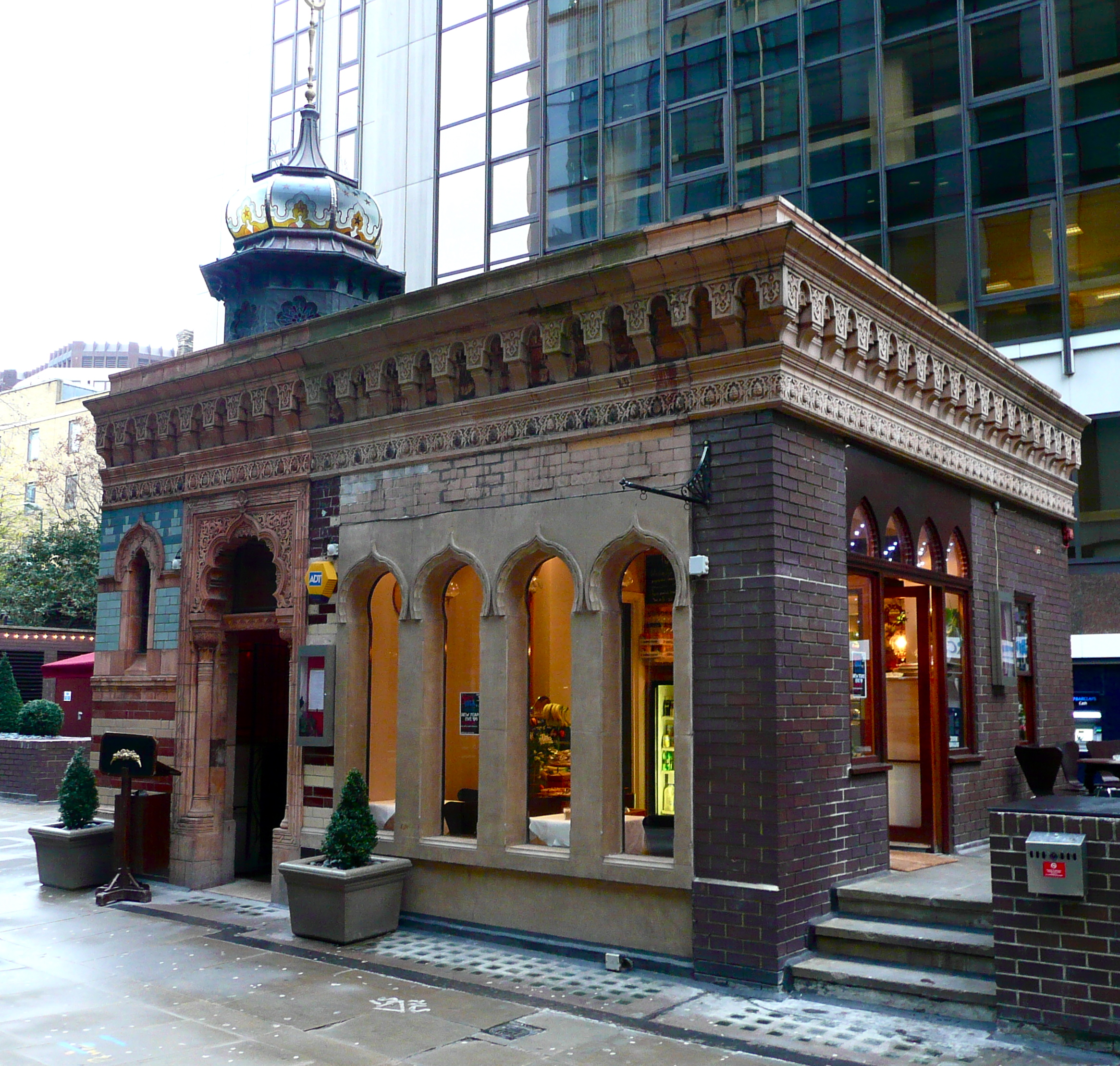
Baño turco en Londres (1895) convertido en restaurante.

Los baños turcos fueron introducidos en las islas británicas por David Urquhart, diplomático y, durante un tiempo, Miembro del Parlamento de Reino Unido por Stafford, quien por razones políticas y personales deseaba popularizar la cultura turca. En 1850 escribió The Pillars of Hercules, un libro sobre sus viajes a España y Marruecos durante 1848, en el cual describe el sistema de calentamiento del aire de los baños usados allí, y en el Imperio otomano, los que habían sido muy populares en la época romana con ligeros cambios. En 1856, Richard Barter, habiendo leído el libro de Urquhart y trabajado con él en la construcción de los baños, abrió el primer baño turco moderno en Gran Bretaña en el Establecimiento de Hidroterapia de St. Ann cerca de Blarney, County Cork, Irlanda. Al año siguiente, el primero en Inglaterra desde la época romana se abrió en la ciudad de Mánchester, y la idea se expandió rápidamente en el norte de Inglaterra. Llegó a Londres en julio de 1860 cuando Roger Evans, miembro del Comité de Extranjeros de los Asuntos de Urquhart, abrió uno en la calle Bell número 5, cerca de Marble Arch.
Durante los siguientes 150 años, se abrieron en Gran Bretaña alrededor de 600 baños más, y otros similares en otras ciudades del Imperio Británico. El Dr. John Le Gay Brereton, que había dado consejo médico a los bañistas del baño localizado en Bradford del que era dueño el Comité de Extranjeros de los Asuntos de Urquhart, viajó a Sídney (Australia) y abrió uno propio en la calle Spring en 1859, incluso antes de que se instalaran en Londres. Canadá abrió uno en 1869, y el primero en Nueva Zelanda se abrió en 1874. La influencia de Urquhart se sintió incluso fuera del Imperio cuando en 1863, el Dr. Charles Shepard inauguró el primero en los Estados Unidos en la calle Columbia número 63, en los altos de Brooklyn, Nueva York.
En septiembre de 2020 quedaban once baños turcos en las islas británicas, aunque los baños de aire caliente aún prosperan en las variantes de baños de vapor rusos y sauna finlandesa. Desde la última década del siglo XX prosperan en todos los países occidentales como otra de las actividades de relax y culto al cuerpo, llevados por la ola de moda de los spas y los balnearios urbanos de las capitales.